# Le fiabe son fantasia
Le fiabe son fantasia (グリム名作劇場?, Gurimu meisaku gekijō, lett. "Il teatro dei capolavori dei Grimm") è una serie d'animazione antologica prodotta tra il 1987 e il 1989 dalla Nippon Animation, tratta da Le fiabe del focolare (Kinder- und Hausmärchen) dei fratelli Jacob e Wilhelm Grimm.
La serie è stata prodotta in due stagioni. Gurimu meisaku gekijō (グリム名作劇場?) è stata trasmessa in Giappone dal network TV Asahi dal 21 ottobre 1987 al 30 marzo 1988, per un totale di 24 episodi. Shin Gurimu meisaku gekijō (新グリム名作劇場? lett. "Il nuovo teatro dei capolavori dei Grimm") è stata trasmessa sempre da TV Asahi dal 2 ottobre 1988 al 26 marzo 1989, per un totale di 23 episodi.
In Italia, successivamente a diverse uscite editoriali in home video tra il 1989 e il 1992, entrambe le stagioni sono state trasmesse integralmente per la prima volta su Italia 1 nel 1996.

## Trama
La serie è la trasposizione delle più celebri fiabe dei fratelli Grimm, quali Biancaneve, Cenerentola, La bella addormentata, Raperonzolo, Hänsel e Gretel, ecc. L'anime adatta inoltre fiabe meno conosciute, sebbene alcune di queste siano state in seguito modificate o espunte nelle riedizioni successive, come Le scarpette logorate dal ballo; talvolta in quanto non ritenute originarie della Germania come Il gatto con gli stivali, Barbablù e La bella e la bestia. 
La maggior parte dei racconti vengono narrati in un singolo episodio, mentre alcune storie della prima stagione si estendono in due o quattro episodi, per un totale di 41 fiabe. Similmente alla precedente serie Le fiabe di Andersen (1971), viene utilizzata una fatina come mascotte della serie, limitandosi però in questo caso ad annunciare gli episodi senza mai prendere parte alla trama (nella trasmissione italiana non sono presenti questi segmenti).

## Sigle
Sigla iniziale giapponese
Niji no Hashi (虹の橋? lett. "Ponte arcobaleno"), musica di Kōichi Morita, arrangiamento di Nozomi Aoki, testi di Michio Yamagami, è interpretata da Ushio Hashimoto.
Sigla finale giapponese
Watashi no Machi wa Merry-Go-Round (私の町はメリーゴランド? lett. "La mia città è una giostra"), musica di Kōichi Morita, arrangiamento di Nozomi Aoki, testi di Michio Yamagami, è interpretata da Ushio Hashimoto.
Sigla iniziale e finale italiana
Le fiabe son fantasia, testo di Alessandra Valeri Manera, musica di Massimiliano Pani, è interpretata dal coro dei Piccoli Cantori di Milano.
La sigla è stata incisa nel 1989 e risulta inedita sui supporti discografici. La base musicale fu riutilizzata in Francia per la serie Les contes les plus célèbres, conosciuta in Italia come Le fiabe più belle, cantata da Claude Lombard.

## Distribuzione

### Edizione italiana
In Italia, l'anime debuttò inizialmente per il mercato dell'home video. Tra il 1989 e il 1990, 12 episodi della serie vennero editati dalla De Agostini e AMZ in edicola all'interno della collana di VHS Le mille e una fiaba, assieme ad episodi estratti da altre serie animate (come Le favole più belle) e ad alcuni film d'animazione (Peter Pan e I sogni di Pinocchio). Ciascuna videocassetta conteneva un'introduzione alla storia di Cristina D'Avena ed era accompagnata da un libro illustrato. 
Altri 4 episodi furono pubblicati da De Agostini Junior in una riedizione della stessa collana tra il 1991 e il 1992, mentre nello stesso periodo ne vennero inclusi altri 8 in un'ulteriore riedizione della serie, edita stavolta sotto il marchio De Agostini Ragazzi. Due episodi inediti furono distribuiti dalla Pentavideo all'interno di un'altra selezione di episodi per la collana di VHS Bim Bum Bam Video nel 1992, nella quale vennero utilizzati per la prima volta il titolo Le fiabe son fantasia e la sigla omonima. Nel 1993 De Agostini Junior ripropose gli episodi precedentemente pubblicati nella collana Cristina racconta le più belle storie del mondo. 
I 47 episodi complessivi vennero trasmessi solamente da lunedì 22 aprile 1996 alle 6:30 su Italia 1, durante il programma Ciao Ciao Mattina. La serie è stata replicata su Hiro dal 26 settembre 2009.

### Censure e tagli
L'anime nel complesso risulta adatto a un pubblico adulto, poiché non risparmia scene di violenza, atteggiamenti ambigui, scene di nudo: tutti elementi che, in patria, hanno creato non pochi problemi alla serie, che venne chiusa prematuramente. Infatti, è stata intenzione specifica degli autori seguire scrupolosamente il dettato dei fratelli Grimm e accentuandone, talvolta in maniera radicale, i toni macabri e gli aspetti oscuri.
In Italia, fatta eccezione per una piccola censura dell'episodio 6, sono state risparmiate moltissime altre scene decisamente forti per un pubblico infantile. Per esempio nell'episodio 22 della prima stagione (La principessa dalle scarpette rosse), si vede la principessa Geneviève danzare con un orrido demone, il quale ad un certo punto le lecca bramosamente il collo. Oppure nell'episodio 10 della seconda stagione (I sei cigni), si può assistere al rogo della strega, antagonista della fiaba, completamente nuda. Un altro caso si ha nell'episodio 11 della seconda stagione (Millepelli), dove si vede la protagonista costretta a fuggire dal castello del re, suo padre, che ha in animo di sposarla. Perfino nella puntata di Hansel e Gretel, si vede la strega cattiva sfogliare un libro dove si riconosce chiaramente la raffigurazione del Diavolo come il Grande Becco ed esempi del genere si trovano per tutta la serie.

#### Scene tagliate nell'edizione italiana
- In ogni episodio è stata tagliato il breve segmento iniziale in cui la fatina annuncia il titolo della fiaba. Un fermo immagine di questa scena è tuttavia visibile all'inizio dell'episodio 16 della prima stagione.

- In tutti gli episodi della prima stagione e nei primi due della seconda è stato tagliato l'eyecatch di metà episodio con la scritta in kanji "Grimm Meisaku Gekijo".
- Nell'episodio 6 della prima stagione (L'oca d'oro) è stata censurata una sequenza dove compariva del sangue ed è l'unico taglio degno di nota dell'edizione italiana.
- Nelle edizioni home video e nella prima trasmissione su Italia 1 è stata censurata la sequenza iniziale dell'episodio 16 della prima stagione (Barbablù), in cui il protagonista uccide una delle sue precedenti mogli. L'episodio è stato trasmesso da Hiro nel 2009 senza censure.[2]

### Doppiaggio
Il doppiaggio italiano è stato eseguito presso lo studio Deneb Film di Milano sotto la direzione di Paolo Torrisi che ha curato anche i dialoghi italiani. La traduzione dei testi dal giapponese è di Marina Mocetti Spagnuolo, Achille Brambilla e Paola D'Accardi.
Nell'edizione italiana ogni fiaba è stata doppiata da un gruppo diverso di doppiatori. Di seguito sono elencati i doppiatori di alcuni episodi.
| Personaggi                      | Voce giapponese | Voce italiana            |
| ------------------------------- | --------------- | ------------------------ |
| Hansel e Gretel                 |                 |                          |
| Hansel                          |                 | Veronica Pivetti         |
| Gretel                          |                 | Debora Magnaghi          |
| Strega                          |                 | Grazia Migneco           |
| Padre                           |                 | Pietro Ubaldi            |
| Il principe ranocchio           |                 |                          |
| Re                              |                 | Gianpaolo Rossi          |
| Principessa                     |                 | Dania Cericola           |
| Principe ranocchio              |                 | Giorgio Melazzi          |
| Regina                          |                 | Karin Giegerich          |
| Cappuccetto rosso               |                 |                          |
| Cappuccetto rosso               |                 | Paola Tovaglia           |
| Nonna                           |                 | Grazia Migneco           |
| Madre                           |                 | Karin Giegerich          |
| Cacciatore                      |                 | Pietro Ubaldi            |
| Lupo                            |                 | Mario Scarabelli         |
| L'oca d'oro                     |                 |                          |
| Hans, "il Grullo"               |                 | Gabriele Calindri        |
| Franz                           |                 | Daniele Demma            |
| Padre                           |                 | Pietro Ubaldi            |
| Elda, prima locandiera          |                 | Debora Magnaghi          |
| Seconda locandiera              |                 | Jasmine Laurenti         |
| Terza locandiera                |                 | Giusy Di Martino         |
| Prete                           |                 | Quinto Cavallera         |
| Sacrestano                      |                 | Paolo Torrisi            |
| Re                              |                 | Gianpaolo Rossi          |
| Primo contadino                 |                 | Mario Scarabelli         |
| Secondo contadino               |                 | Stefano Albertini        |
| Il gatto con gli stivali        |                 |                          |
| Max                             |                 | Diego Sabre              |
| Gatto                           |                 | Maurizio Scattorin       |
| Principessa                     |                 | Emanuela Pacotto         |
| Re stregone                     |                 | Tony Fuochi              |
| Biancarosa e Rosarossa          |                 |                          |
| Biancarosa                      |                 | Daniela Fava             |
| Rosarossa                       |                 | Anna Bonel               |
| Madre                           |                 | Karin Giegerich          |
| Principe orso                   |                 | Raffaele Farina          |
| Fratello del principe           |                 | Guido Rutta              |
| Biancaneve                      |                 |                          |
| Biancaneve                      |                 | Donatella Fanfani        |
| Bambolo                         |                 | Pietro Ubaldi            |
| Mammolo                         |                 | Antonio Paiola           |
| Gongolo                         |                 | Gianpaolo Rossi          |
| Dotto                           |                 | Antonello Governale      |
| Brontolo                        |                 | Mario Scarabelli         |
| Cucciolo                        |                 | Davide Garbolino         |
| Eolo                            |                 | Quinto Cavallera         |
| Klaus                           |                 | Stefano Dondi            |
| Regina malvagia                 |                 | Valeria Falcinelli       |
| Principe                        |                 | Gianfranco Gamba         |
| Doris                           |                 | Nicoletta Ramorino       |
| L'acqua della vita              |                 |                          |
| Principe Joseph                 |                 | Paolo Torrisi            |
| Principessa                     |                 | Emanuela Pacotto         |
| Principe Franz                  |                 | Ivo De Palma             |
| Re padre                        |                 | Gianpaolo Rossi          |
| Cavaliere                       |                 | Mario Scarabelli         |
| Spirito della foresta           |                 | Tony Fuochi              |
| Jorinde e Joringel              |                 |                          |
| Jorinde                         |                 | Nadia Biondini           |
| Joringel                        |                 | Diego Sabre              |
| Strega                          |                 | Lidia Costanzo           |
| Clarissa                        |                 | Roberta Gallina Laurenti |
| La bella addormentata nel bosco |                 |                          |
| Principessa                     |                 | Daniela Fava             |
| Re                              |                 | Maurizio Scattorin       |
| Regina                          |                 | Lidia Costanzo           |
| Principe                        |                 | Stefano Dondi            |
| Strega                          |                 | Elisabetta Cesone        |
| Re barba di tordo               |                 |                          |
| Principessa Elena               |                 | Marcella Silvestri       |
| Re barba di tordo               |                 | Daniele Demma            |
| Re                              |                 | Tony Fuochi              |
| Mendicante                      |                 | Rossana Bassani          |
| Mercante                        |                 | Maurizio Scattorin       |

| Personaggi                           | Voce giapponese | Voce italiana                         |
| ------------------------------------ | --------------- | ------------------------------------- |
| La principessa dalle scarpette rosse |                 |                                       |
| Principessa Geneviève                |                 | Karin Giegerich                       |
| Seconda principessa                  |                 | Marina Massironi                      |
| Terza principessa                    |                 | Emanuela Pacotto                      |
| Re                                   |                 | Pietro Ubaldi                         |
| Soldato                              |                 | Gianfranco Gamba                      |
| Araldo                               |                 | Daniele Demma                         |
| Spirito maligno                      |                 | Paolo Torrisi                         |
| Secondo spirito maligno              |                 | Mario Scarabelli                      |
| Re degli spiriti maligni             |                 | Gabriele Calindri                     |
| Cenerentola                          |                 |                                       |
| Cenerentola                          |                 | Donatella Fanfani                     |
| Principe                             |                 | Gabriele Calindri                     |
| Matrigna                             |                 | Lia Barbieri                          |
| Prima sorellastra                    |                 | Patrizia Salmoiraghi                  |
| Seconda sorellastra                  |                 | Marinella Armagni                     |
| Albero magico                        |                 | Pietro Ubaldi                         |
| Re                                   |                 | Tony Fuochi                           |
| Regina                               |                 | Annamaria Mantovani                   |
| Gran ciambellano                     |                 | Mario Scarabelli                      |
| Colombi                              |                 | Giovanni Battezzato, Emanuela Pacotto |
| Le nozze della signora Volpe         |                 |                                       |
| Signor Volpe                         |                 | Antonio Paiola                        |
| Signora Volpe                        |                 | Mariagrazia Errigo                    |
| Lily                                 |                 | Roberta Gallina Laurenti              |
| Spirito maligno                      |                 | Mario Scarabelli                      |
| La bella e la bestia                 |                 |                                       |
| Maria                                |                 | Dania Cericola                        |
| Bestia                               |                 | Pietro Ubaldi                         |
| Padre                                |                 | Roberto Colombo                       |
| Il cavolo magico                     |                 |                                       |
| Cacciatore                           |                 | Gabriele Calindri                     |
| Strega                               |                 | Valeria Falcinelli                    |
| Figlia della strega                  |                 | Marcella Silvestri                    |
| Raperonzolo                          |                 |                                       |
| Raperonzola                          |                 | Daniela Fava                          |
| Strega                               |                 | Grazia Migneco                        |
| Padre                                |                 | Diego Sabre                           |
| Madre                                |                 | Giusy Di Martino                      |
| Figlio di Raperonzola                |                 | Paolo Torrisi                         |
| Principe                             |                 | Ivo De Palma                          |
| I sei cigni                          |                 |                                       |
| Principessa                          |                 | Anna Bonel                            |
| Primo principe                       |                 | Daniele Demma                         |
| Secondo principe                     |                 | Gianfranco Gamba                      |
| Terzo principe                       |                 | Paolo Torrisi                         |
| Quarto principe                      |                 | Diego Sabre                           |
| Quinto principe                      |                 | Luigi Rosa                            |
| Sesto principe                       |                 | Stefano Dondi                         |
| Re                                   |                 | Orlando Mezzabotta                    |
| Strega del bosco                     |                 | Tullia Piredda                        |
| Regina cattiva                       |                 | Valeria Falcinelli                    |
| Principe                             |                 | Gabriele Calindri                     |
| Millepelli                           |                 |                                       |
| Re                                   |                 | Stefano Albertini                     |
| Principessa                          |                 | Donatella Fanfani                     |
| Principe                             |                 | Ivo De Palma                          |
| Primo ministro                       |                 | Daniele Demma                         |
| Fratellino e Sorellina               |                 |                                       |
| Rosa                                 |                 | Marcella Silvestri                    |
| Rodolfo                              |                 | Veronica Pivetti                      |
| Matrigna                             |                 | Lidia Costanzo                        |
| Principe                             |                 | Marco Balzarotti                      |
| Pelle d'orso                         |                 |                                       |
| Giovanni                             |                 | Sergio Romanò                         |
| Cristina                             |                 | Nadia Biondini                        |
| Gisella                              |                 | Karin Giegerich                       |
| Teresa                               |                 | Irene Scalzo                          |
| Padre                                |                 | Antonio Paiola                        |
| Demonio                              |                 | Tony Fuochi                           |
| L'ondina della pescaia               |                 |                                       |
| Mugnaio                              |                 | Maurizio Scattorin                    |
| Ondina                               |                 | Marcella Silvestri                    |
| Figlio del mugnaio                   |                 | Paolo Torrisi                         |
| Moglie                               |                 | Daniela Fava                          |
| Maga buona                           |                 | Grazia Migneco                        |

## Episodi

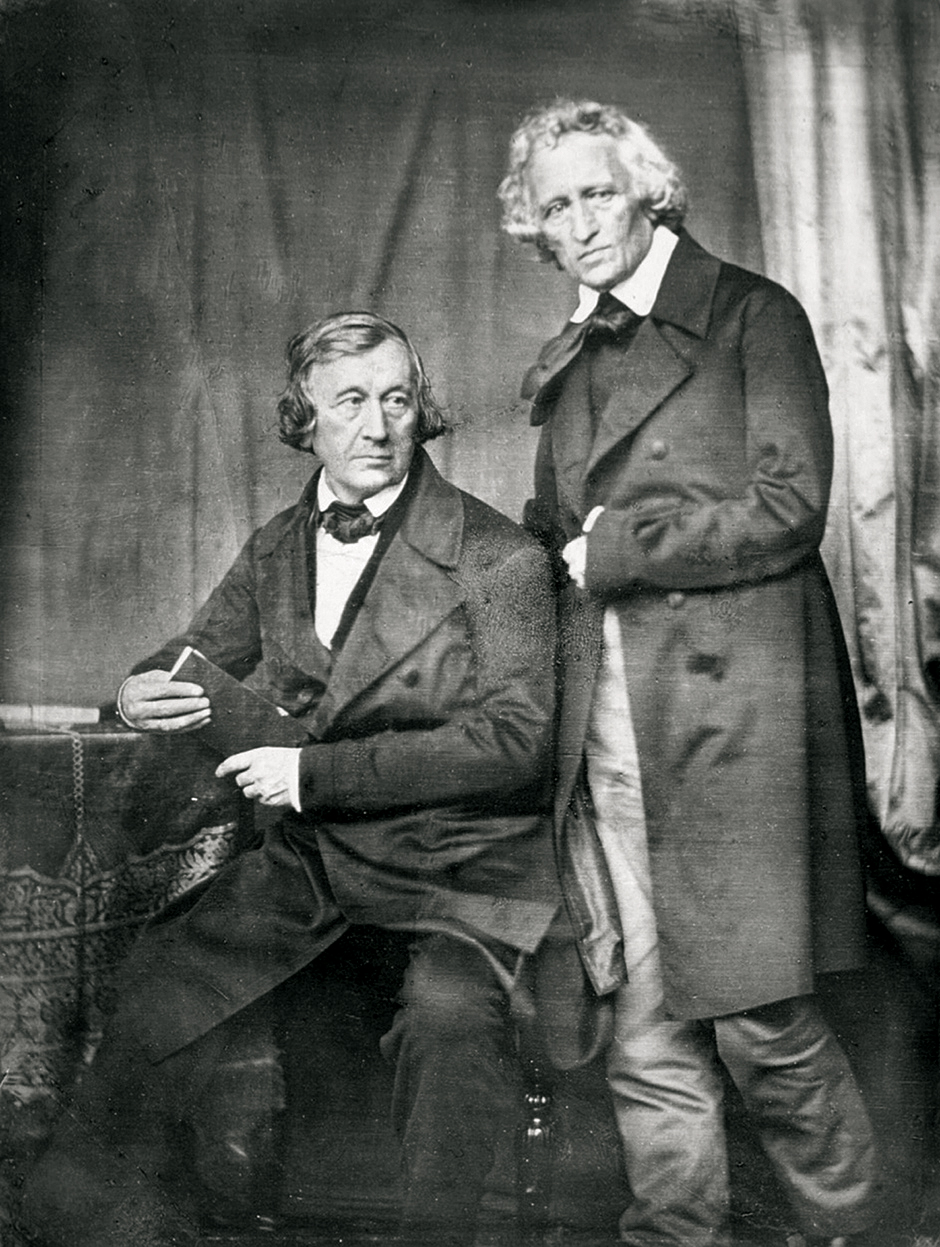
Jacob e Wilhelm Grimm nel 1847.

### Stagione 1
1. L'orchestra di Brema
2. Hansel e Gretel
3. Il principe ranocchio - parte 1
4. Il principe ranocchio - parte 2
5. Cappuccetto rosso
6. L'oca d'oro
7. Il gatto con gli stivali - parte 1
8. Il gatto con gli stivali - parte 2
9. Biancaneve e Rosarossa
10. Biancaneve - parte 1
11. Biancaneve - parte 2
12. Biancaneve - parte 3
13. Biancaneve - parte 4
14. I magnifici sei
15. L'acqua della vita
16. Barbablù
17. Jorinde e Joringel
18. La bella addormentata nel bosco
19. Il vecchio sultano
20. Re barba di tordo
21. Lo spirito maligno della foresta
22. La principessa dalle scarpette rosse
23. Cenerentola - parte 1
24. Cenerentola - parte 2

### Stagione 2
1. La sfera di cristallo
2. Le nozze dalla signora Volpe
3. La bella e la bestia
4. Il cavolo magico
5. Raperonzolo
6. La vecchia nel bosco
7. Il tumulo
8. Il lupo e la volpe
9. Mamma Holle
10. I sei cigni
11. Millepelli
12. Fratellino e sorellina
13. I quattro fratelli ingegnosi
14. Lo spirito nella bottiglia
15. La stufa di ferro
16. Pelle d'orso
17. La lepre e il porcospino
18. Il rugginoso
19. Il prode piccolo sarto
20. Il re di Macchia e l'orso
21. Tremotino
22. L'ondina della pescaia
23. Comare Morte